# Saint-George SA
Kedus Giorgis Addis Abeba – etiopski klub piłkarski z siedzibą w Addis Abebie, występujący w najwyższej klasie rozgrywkowej tego kraju.

## Sukcesy
- 31-krotny mistrz Etiopii: 1950, 1966, 1967, 1968, 1971, 1975, 1985, 1986, 1987, 1990, 1991, 1992, 1994, 1995, 1996, 1999, 2000, 2002, 2003, 2005, 2006, 2008[1], 2009, 2010, 2012, 2014, 2015, 2016, 2017, 2022, 2023
- 9-krotny zdobywca Pucharu Etiopii: 1952, 1953, 1957, 1973, 1974, 1977, 1993, 1999[2], 2011
- 8-krotny zdobywca Superpucharu Etiopii: 1994, 1995, 1996, 2002, 2003, 2005, 2006[3], 2009